# Гипогимния
Гипоги́мния (лат. Hypogymnia) — род лишайников семейства Пармелиевые (Parmeliaceae).

## Синонимы[1]
- Cavernularia Degel., 1937
- Ceratophyllum M. Choisy, 1951
- Parmelia subg. Hypogymnia Nyl., 1881basionym

## Описание
Слоевище листоватое или розетковидное, с приподнимающимися, приросшими или свисающими, обычно вздутыми лопастями, окрашено в жёлто-зелёные, серо-зелёные, жёлто-бурые или серо-белые тона. Нижняя поверхность чёрного или тёмно-коричневого цвета. Сердцевина с полостью, белого цвета.
Соредии расположены по всей поверхности таллома или только на концах лопастей. Изидии известны лишь у некоторых видов. Апотеции развиваются сравнительно редко, леканорового типа, располагаются по всей поверхности слоевища, на ножках или сидячие. Сумки восьмиспоровые. Споры одноклеточные, бесцветные, эллипсоидной формы, 3,5—10×3—6,5 мкм.
Пикнидии погружены в слоевище, чёрного цвета.
Фотобионт — Cystococcus.

### Химический состав
В коровом слое некоторых видов присутствуют вторичные метаболиты — атранорин и усниновая кислота; в сердцевине — β-орсиновые депсиды и орсиновые и β-орсиновые депсидоны.

## Виды
- Hypogymnia austerodes (Nyl.) Räsänen, 1943 — Гипогимния жестковатая
- Hypogymnia australica Elix, 1989
- Hypogymnia billardierei (Mont.) Filson, 1970
- Hypogymnia bitteri (Lynge) Ahti, 1964 — Гипогимния Биттера
- Hypogymnia bullata Rass., 1967 — Гипогимния пузырчатая
- Hypogymnia delavayi (Hue) Rass., 1956 — Гипогимния Делавея
- Hypogymnia duplicata (Ach.) Rass., 1967 — Гипогимния сдвоенная
- Hypogymnia duplicatoides (Oxner) Rass., 1956 — Гипогимния двояковидная
- Hypogymnia encausta (Sm.) Walt. Watson, 1939 — Гипогимния обожжённая
- Hypogymnia enteromorpha (Ach.) Nyl., 1900 — Гипогимния энтероморфная
- Hypogymnia enteromorphoides Elix, 1980
- Hypogymnia farinacea Zopf, 1907 — Гипогимния мучнистая
- Hypogymnia fragillima (Hillmann) Rass., 1956 — Гипогимния хрупкая
- Hypogymnia hypotrypa (Nyl.) Rass., 1956 — Гипогимния изнеженная
- Hypogymnia hypotrypella (Asahina) Rass., 1960 — Гипогимния слабенькая
- Hypogymnia incurvoides Rass., 1967 — Гипогимния искривлённая
- Hypogymnia kosciuskoensis Elix, 1980
- Hypogymnia lugubris (Pers.) Krog, 1968
- Hypogymnia metaphysodes (Asahina) Rass., 1967 — Гипогимния метафизодная
- Hypogymnia mundata (Nyl.) Oxner ex Rass., 1956 — Гипогимния опрятная
- Hypogymnia nikkoensis (Zahlbr.) Rass., 1967 — Гипогимния Никко
- Hypogymnia physodes (L.) Nyl., 1896 — Гипогимния вздутая
- Hypogymnia pseudobitteriana (D.D. Awasthi) D.D. Awasthi, 1971
- Hypogymnia pseudophysodes (Asahina) Rass., 1967 — Гипогимния ложновздутая
- Hypogymnia pulchrilobata (Bitter) Elix, 1980
- Hypogymnia pulverata (Nyl.) Elix, 1980
- Hypogymnia subduplicata (Rass.) Rass., 1973 — Гипогимния сдвоенновидная
- Hypogymnia submundata (Oxner) Rass., 1967 — Гипогимния чистоватая
- Hypogymnia subobscura (Vain.) Poelt, 1962 — Гипогимния темноватая
- Hypogymnia tasmanica Elix, 1989
- Hypogymnia tubularis (Taylor) Elix, 1980
- Hypogymnia tubulosa (Schaer.) Hav., 1918 — Гипогимния трубчатая
- Hypogymnia turgidula (Bitter) W. Martin & J. Child, 1972
- Hypogymnia vittata (Ach.) Parrique, 1898 — Гипогимния ленточная